# Adela Andikoetxea Ugarte
Adela Andikoetxea Ugarte (Urdúliz, Vizcaya, 1954) es una baserritarra u hortelana española.

## Biografía
Adela Andikoetxea Ugarte que nació en Urdúliz, un municipio vizcaíno de 4.456 habitantes, es descendiente de familia hortelana, y tiene dos hermanas. Su madre decidió repartir la herencia de terreno de cultivo entre sus tres hijas. En aquellos años, Andikoetxea trabajaba en una fábrica de bobinas, en Sopelana (Vizcaya). Así fue como en el año 1981 esta vizcaína se encontró con un dilema, si dedicarse a la horticultura a tiempo completo, o conservarla como afición. Optó por dedicarse a la agricultura, ya que le permitía ser autónoma. A cambio, tuvo que renunciar a las vacaciones propias de empresa.
Cuando empezó a trabajar en la agricultura, se abastecía de las semillas que le traían o enviaban personas amigas de otras partes, además de cultivar sus propios semilleros. Gracias a su esfuerzo, se convirtió en una especialista en la tierra, hasta ser considerada una de las mejores hortelanas de Vizcaya y ser una referente en la agricultura de Euskal Herria. Es conocida como "la reina de la huerta vizcaína". Durante sus 35 años de profesión, ganó más de 700 premios en distintas ferias en las que participó. Ha asistido a ferias durante 31 años, siempre apostando por la calidad.
En el año 2019 en la tercera asamblea de mujeres electas vascas, reunidas en la Casa de Juntas de Guernica (Vizcaya), acordaron homenajear a cuatro mujeres profesionales de diferentes ámbitos, por ser referentes para las presentes y futuras generaciones de mujeres. Uno de los reconocimientos recayó sobre ella como baserritarra. Al recoger el premio, dio un consejo a las chicas: "Si te gusta todo lo que haces, sigue adelante. Con esfuerzo y entusiasmo, siempre logras lo que quieres".

## Premios y reconocimientos
- 2011 recibió uno de los premios BBK Santo Tomás.[14]
- 2013 recibió uno de los "Premios BBK Santo Tomás.[15]
- 2019 homenajeada como hortelana o baserritarra en la tercera asamblea de mujeres electas vascas, reunidas en la Casa de Juntas de Guernica (Vizcaya).[5]
- 2021 primer premio  en hortalizas de la Euskal Jaia.[16]